# Bishnupur (Manipur)
Bishnupur es una localidad de la India, centro administrativo del distrito de Bishnupur, en el estado de Manipur.

## Geografía
Se encuentra a una altitud de 811 m s. n. m. a 30 km de la capital estatal, Imfal, en la zona horaria UTC +5:30.

## Demografía
Según estimación 2010 contaba con una población de 12 399 habitantes.